# Leandro Suhr
Leandro Suhr Avondet (Tarariras, 24 settembre 1997) è un calciatore uruguaiano, attaccante del Sarmiento (J) in prestito dal Boston River.

## Caratteristiche tecniche
È un centravanti.

## Carriera

### Club
Cresciuto nel settore giovanile del Plaza Colonia, ha esordito in prima squadra il 18 settembre 2016 disputando l'incontro di Primera División Profesional vinto 4-2 contro il Villa Española.

### Nazionale
Nel 2024 ha esordito nella nazionale uruguaiana.